# Street Fighter: Sakura Ganbaru!
Street Fighter: Sakura Ganbaru! (さくら がんばる!, Sakura Ganbaru!, "Sakura se esforça ao máximo!") é um mangá escrito e ilustrado por Masahiko Nakahira. Conta a história de Sakura Kasugano em sua aventura, tentando se tornar uma lutadora de rua e conhecer Ryu.
O mangá foi publicado no Brasil pela editora NewPOP em 2014.

## Personagens
Sakura Kasugano (春日野 さくら, Kasugano Sakura)
A personagem principal desta história. Sua primeira aparição foi em Street Fighter Alpha 2, Sakura se torna obcecada pelo mundo da briga de rua, e também por Ryu, ela se proclama a fã numero 1 de Ryu. Enquanto jovem e inexperiente no mundo da luta, Sakura demonstra uma grande habilidade física e também uma forte capacidade de aprender técnicas de combate, recriando os golpes Hadoken, Shoryuken e Tatsumaki-senpukyaku de Ryu após observá-las poucas vezes.
Tsukushi Kasugano (春日野 つくし, Kasugano Tsukushi)
O irmão mais novo de Sakura. Tsukushi é viciado em jogos eletrônicos, e aparece jogando Final Fight e Street Fighter 2 (contra o próprio Ken Masters) na história. Sakura faz a sua estréia no mundo da luta lutando contra um estudante muito grande que tinha roubado uma cópia do jogo Final Fight, de um amigo de Tsukushi.
Kei Chitose (千歳 けい, Chitose Kei)
A melhor amiga de Sakura. Apesar de ser apenas uma garota normal (que gosta de assuntos como garotos e roupas, sendo totalmente contra a obsessão de Sakura por lutas), ela (relutantemente) acompanha Sakura em sua aventura, tentando se tornar uma grande lutadora.
Dan Hibiki (火引 弾, Hibiki Dan)
É o "mestre" da Sakura. Depois que Sakura se encontra Sagat, ele fica para lutar contra Sagat, dizendo que ele está lá para se vingar pelo seu pai. A luta nunca foi mostrada, e o resultado dessa luta continua desconhecido.
Karin Kanzuki (神月かりん, Kanzuki Karin)
Herdeira da rica família Kanzuki, Karin é a rival de Sakura, que a desafia para uma luta e acaba derrotada. Como sua família tem por princípio não admitir menos que a vitória, a orgulhosa Karin vai atrás de Sakura para ter sua revanche. A personagem estrearia mais tarde nos videogames em Street Fighter Zero 3 (1998).
Ken Masters (ケン·マスターズ, Ken Masutāzu)
Secretamente entra no torneio promovido por Karin sob um codinome de uma jovem garota com o nome "Aoki". Ken derrota vários oponentes, inclusive Dan e Karin. A sua oponente final é Sakura, que, para surpresa dele, oferece uma luta muito difícil. Contudo, ele a derrota e vence o torneio.
Ryu (リュウ, Ryū)
Ídolo de Sakura. Depois de resgatá-la de Bison no volume 2 do mangá Street Fighter Alpha, Sakura ficou determinada em encontrar Ryu e lutar contra ele. Próximo ao fim do Volume 2, Sakura finalmente encontra e desafia ele para uma luta, o fim da luta nunca foi visto, apesar de ter ficado em implícito que foi vitória de Ryu ou um empate. No final, ele e Ken aparecem em frente de uma Sakura mais madura, agora professora de educação física em sua escola, e os dois começam a treinar juntos.
Chun-Li (春麗, Chun Ri)
Investigadora da Interpol, impede Dan e Sakura de serem capturados por uma gangue de tráfico humano em Hong Kong. Preocupada com a segurança da garota, Chun-Li a auxilia temporariamente em sua busca por Ryu.
Cammy (キャミィ, Kyamī)
Uma fugitiva da Shadaloo (referida apenas como "A Organização") que ficou sob a custódia de Chun-Li depois que Gen, contratado para eliminá-la, desistiu de seu objetivo ao testemunhar a pureza do estilo de Sakura. Ela não se lembra do próprio nome, e Sakura resolveu chamá-la de "Cammy" porque a menina lhe lembrava uma gata de rua que perambulava próximo a sua casa, à qual Sakura tinha dado o nome.